# Bronisław Czech
Bronisław Czech (ur. 25 lipca 1908 w Zakopanem, zm. 5 czerwca 1944 w obozie koncentracyjnym w Auschwitz) – polski narciarz, trzykrotny olimpijczyk, taternik, ratownik górski, instruktor narciarski, pilot i instruktor szybowcowy. Uznawany za najwszechstronniejszego narciarza okresu międzywojennego.
Był 24-krotnym mistrzem Polski w konkurencjach narciarskich. Wielokrotnie uczestniczył w narciarskich mistrzostwach świata, najlepsze wyniki odnosząc w kombinacji norweskiej (piąta lokata w 1927 oraz czwarta w 1929). Na igrzyskach olimpijskich w 1928 zajął dziesiąte miejsce w kombinacji norweskiej; w 1932 był w niej siódmy. Był trzykrotnym rekordzistą Polski w długości skoku (60,5 m i 62,5 m w 1928 w Sankt Moritz oraz 63 m w 1929 w Zakopanem) i pierwszym polskim narciarzem o klasie międzynarodowej. Potrafił zatańczyć na nartach walca, tj. stworzyć taki ciąg ewolucji na nartach, że sprawiały one wrażenie, jakby rzeczywiście tańczył. Wziął udział w ośmiu wyprawach ratunkowych TOPR. Kilkakrotnie brał udział w sztafecie Zakopane – Morskie Oko – Zakopane, kiedy sztafeta jego klubu SN PTT zajmowała pierwsze miejsce. Od 1932 był trenerem narciarskim, prowadził szkołę narciarstwa zjazdowego na Kasprowym Wierchu.

## Życiorys
Był synem Józefa (mechanika kotłowego i palacza w Wodoleczniczym Zakładzie doktora Andrzeja Chramca, a także skrzypka i znanego cyklisty) oraz Stanisławy z Namysłowskich (hafciarki, wyróżniającej się talentem artystycznym), którzy osiedlili się w Zakopanem w 1884. Miał troje rodzeństwa: brata Władysława, również narciarza i taternika (1905–1973), oraz siostry – starszą Stanisławę (1903–1993) i młodszą Janinę (1916–2005), obie były malarkami na szkle, narciarkami i taterniczkami. Najpierw rodzina mieszkała w małym domu pod adresem Chramcówki 2, później przy dawnym Rynku pod numerem 5.
Od szóstego roku życia Bronisław uczył się w Ludowej Szkole Męskiej przy ulicy Nowotarskiej w Zakopanem, osiągał od razu dobre wyniki w nauce. W wieku lat 10 poszedł do prywatnego gimnazjum w willi „Liliana” przy ul. Sienkiewicza, musiał jednak przerwać naukę ze względu na wysokie czesne. Później uczył się w Szkole Przemysłu Drzewnego w Zakopanem (studiował w latach 1924–1927), najpierw ślusarstwa, później ciesielstwa. Był też wolnym słuchaczem w warszawskim Centralnym Instytucie Wychowania Fizycznego (1932–1934), gdzie zdał maturę, co dało mu dyplom nauczyciela wf i tytuł instruktora narciarstwa.
Poza sportami górskimi Czech uprawiał też lekkoatletykę i tenis stołowy. Jeździł także na motocyklu i pływał na kajakach, grał na skrzypcach i akordeonie. Poza tym malował na papierze, rzeźbił w drewnie, pisał wiersze. Malować zaczął w wieku kilkunastu lat pod opieką pejzażysty Zefiryna Ćwiklińskiego. Od szesnastego roku życia malował na szkle, najczęściej motywy kwiatów. W czasie uwięzienia w obozie koncentracyjnym w Auschwitz-Birkenau tworzył m.in. z pamięci pejzaże tatrzańskie.
Bronisław Czech był człowiekiem skromnym, nie opowiadał wiele o swoich osiągnięciach wspinaczkowych. Dopiero Witold Henryk Paryski na podstawie szkiców i notatek Czecha opracował opisy dróg przez niego wytyczonych.

### Przebieg kariery sportowej

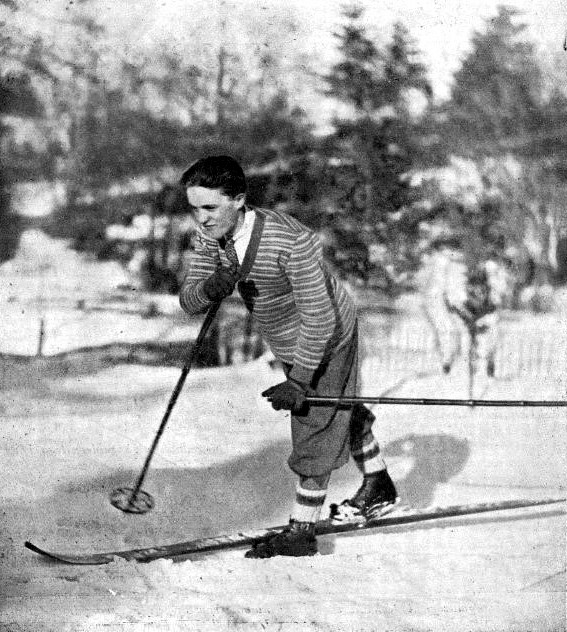
Bronisław Czech (1928)

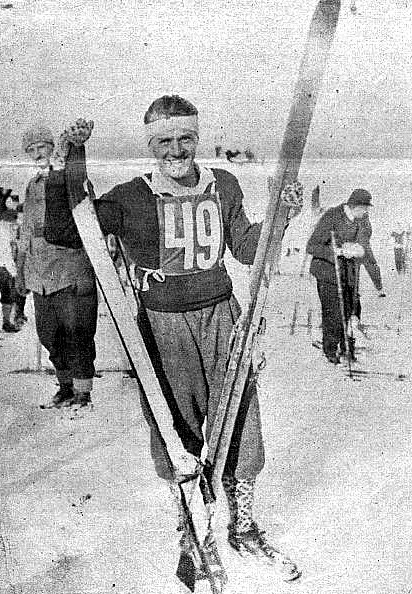
Bronisław Czech (1929)

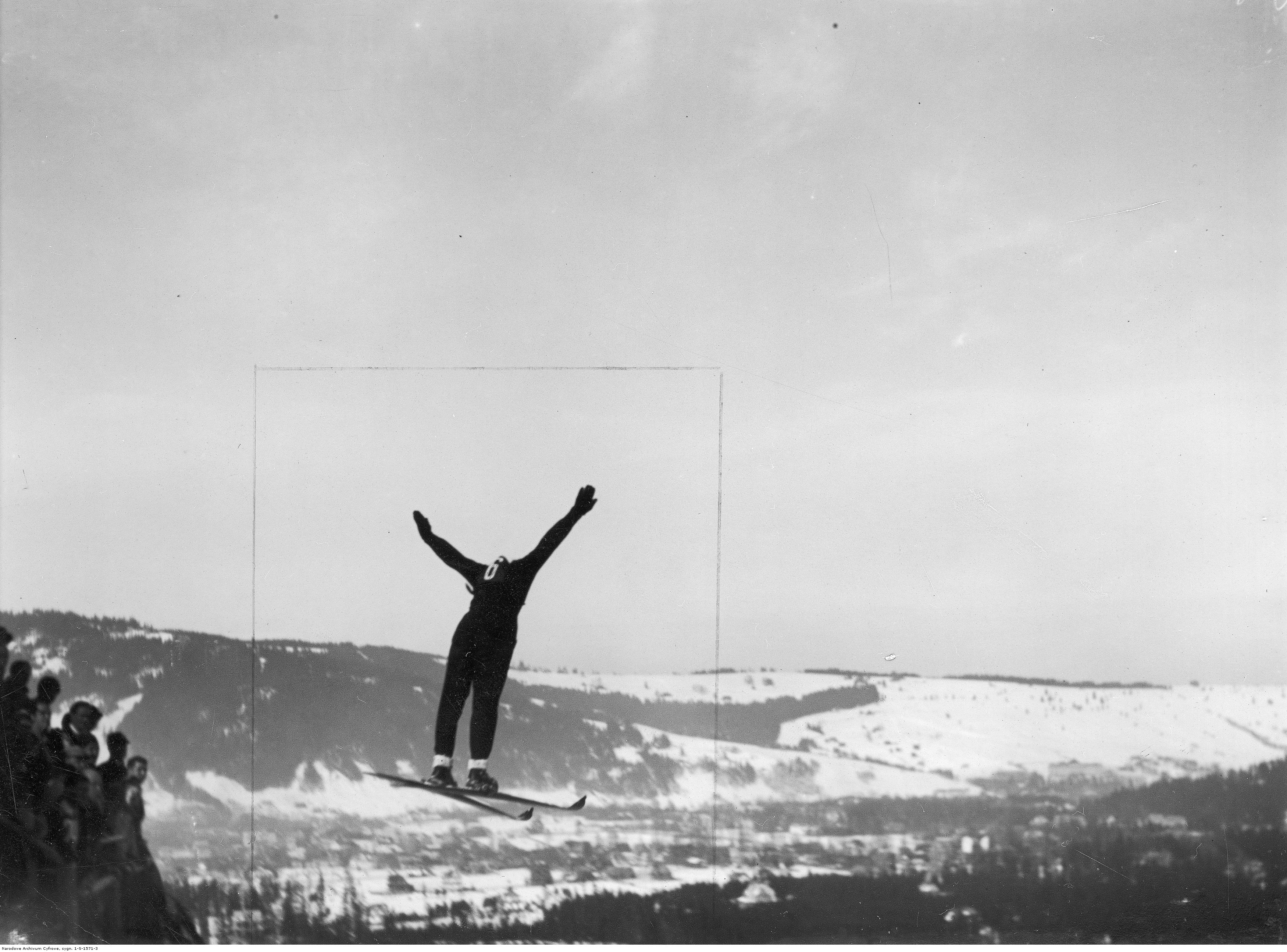
Skok z Wielkiej Krokwi w 1930

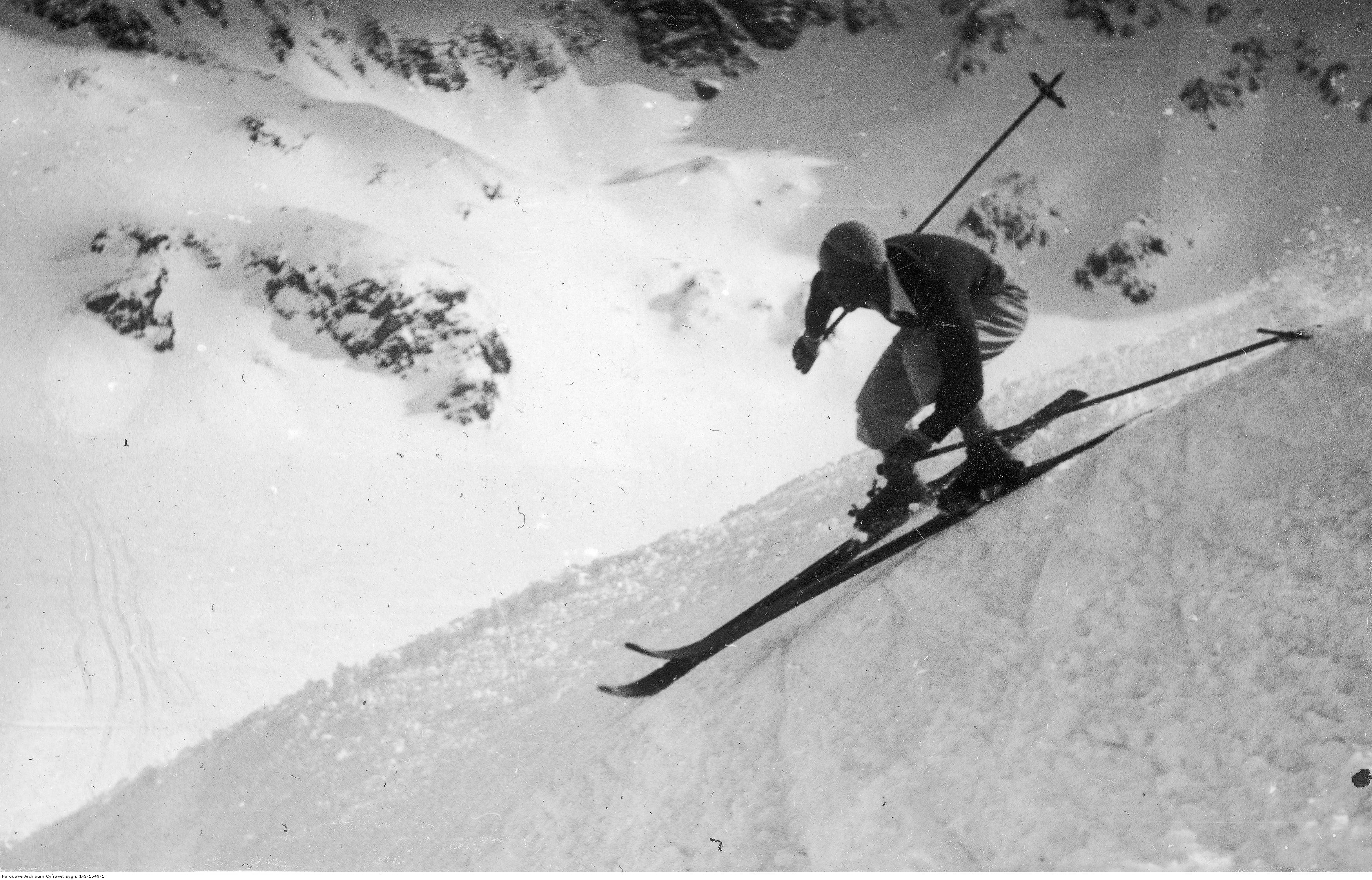
W czasie zjazdu w 1933

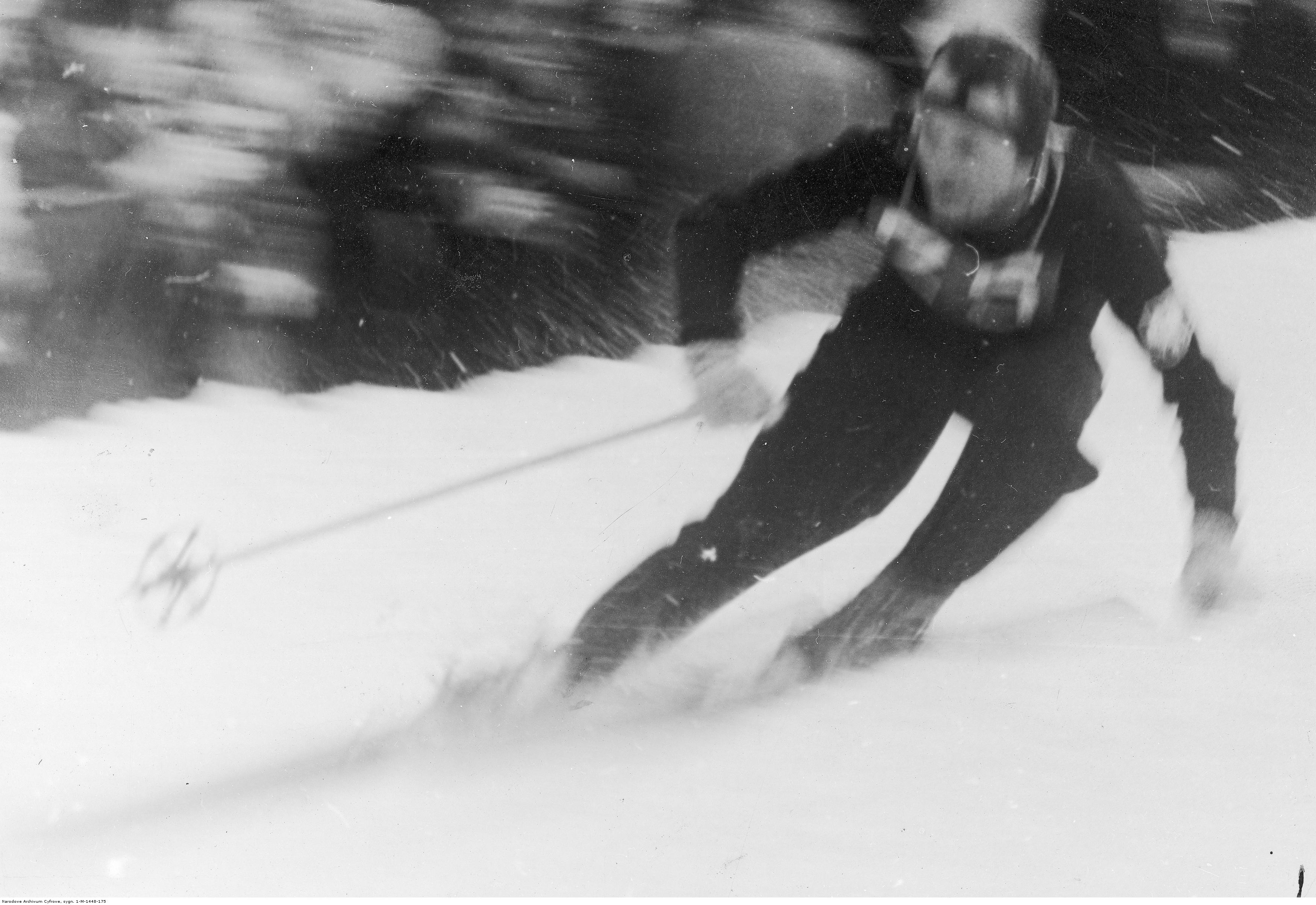
Slalom w 1939

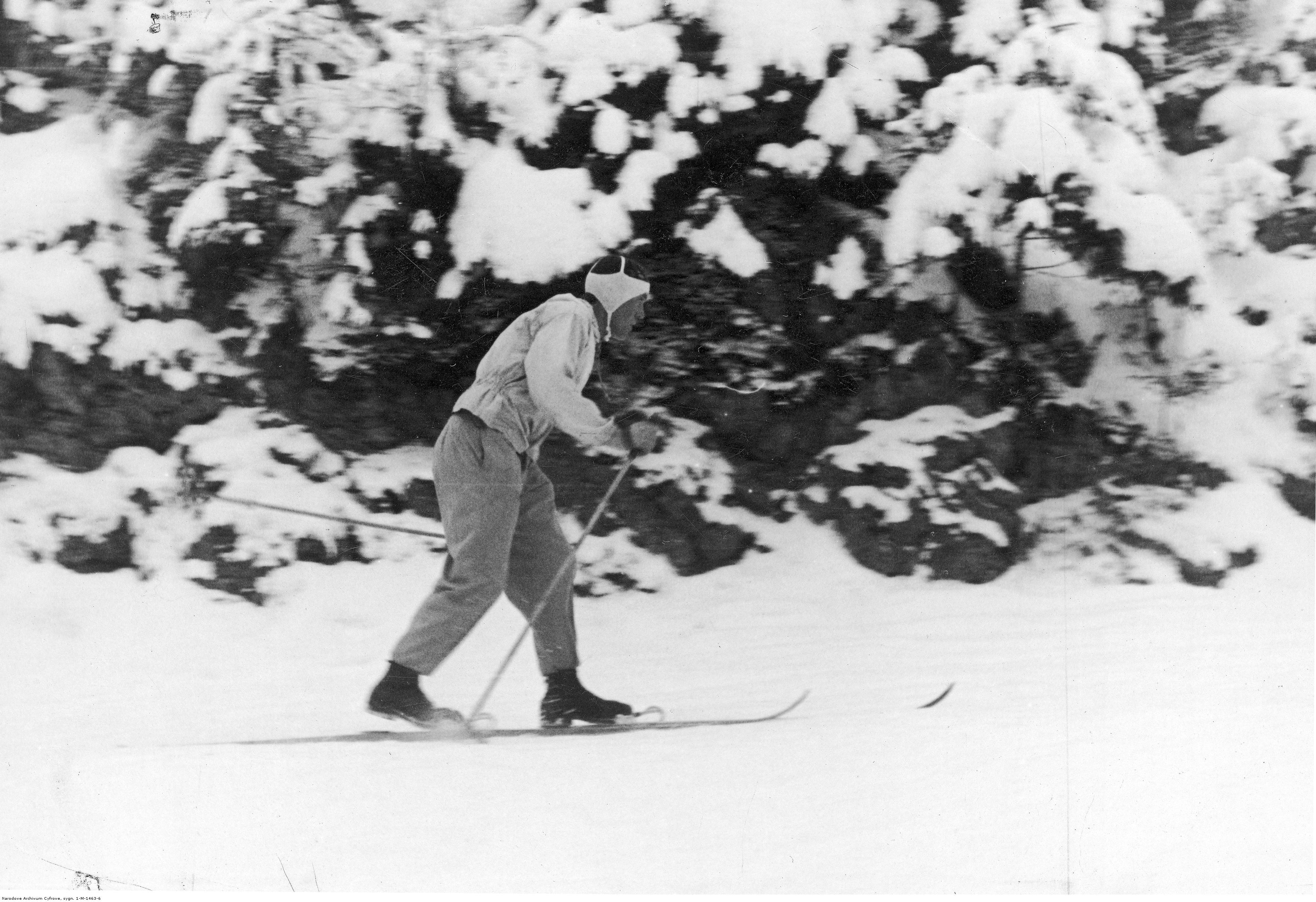
Trening w Tatrach w 1939

### Lata 1925–1926
Pierwszy start Bronisława Czecha na nartach miał miejsce 18 stycznia 1925 na Lipkach w biegu na 5 km w zawodach zorganizowanych przez sekcję narciarską zakopiańskiego Sokoła. Czech zajął w nim pierwsze miejsce w kategorii juniorów. W lutym zdobył w Krynicy tytuł mistrza Polski juniorów w skokach po osiągnięciu 17 m oraz 17,5 m. Tydzień później w mistrzostwach Zakopanego uplasował się na dziesiątej pozycji.
Rok 1926 był dla Czecha rokiem przejścia do kategorii seniorskiej. Zanim to nastąpiło wygrał dwa juniorskie konkursy skoków na Krokwi. W grudniu po raz pierwszy wystąpił w zawodach najwyższej grupy wiekowej i zakończył je zwycięstwem.

### Lata 1927–1930
W 1927 Czech zwyciężył w trzech konkursach skoków w Zakopanem i we dwóch III klasy we Lwowie; na Krokwi był również trzeci i piąty. W mistrzostwach rodzinnego miasta zajął szóstą pozycję. Zaczął też startować w konkursach zagranicznych. Został międzynarodowym mistrzem Austrii w kombinacji norweskiej (12 kilometrów pokonał w 50 minut i 50 sekund), a w skokach osiągnął odległość 33,5 m, ustanawiając rekord skoczni w Raksie. W drugiej serii silny wiatr zniósł go cztery metry w lewo, poza nawis śnieżny, który kończył się na ok. 27 m. Polak upadł na lód i stoczył się ze stromego zbocza. W lutym wystartował w mistrzostwach świata w Cortinie d’Ampezzo. Zajął piąte miejsce w kombinacji i dwunaste w biegu na 18 km. Zdobył tytuły mistrza Polski w kombinacji i w sztafecie 5 × 10 km, wygrał też mistrzostwo kraju w skokach III klasy. W Plebiscycie Przeglądu Sportowego na 10 Najlepszych Sportowców Polski zajął 6. miejsce. Otrzymał wówczas od czytelników 2956 głosów.
W styczniu 1928 wygrał kolejne trzy konkursy skoków w Zakopanem; zwyciężył także w kombinacji norweskiej. 22 stycznia zdobył tytuł mistrza Zakopanego w skokach, a tydzień później zwyciężył w mistrzostwach Krynicy. Pierwszymi igrzyskami olimpijskimi Czecha były igrzyska w Sankt Moritz. W biegu do kombinacji klasycznej (nazywaną wtedy biegiem złożonym) zajął piąte miejsce, wyprzedzając m.in. mistrza świata w biegach i kombinacji Otakara Německiego. W konkursie skoków swoją próbę zakończył upadkiem na 56. metrze. W drugiej serii osiągnął 60,5 m i został sklasyfikowany na 23. miejscu. Ostatecznie zajął w kombinacji 10. miejsce z łączną punktacją 12 635 pkt. W otwartym konkursie skoków oba skoki (56,5 m i 62,5 m) miał z upadkiem. Zajął 37. lokatę. Potem, po raz pierwszy w karierze, zdobył złoty medal mistrzostw kraju w skokach narciarskich. Oddał skoki na 58 m i 61 m, zostając dzięki tej drugiej odległości rekordzistą Wielkiej Krokwi. Wynik ten poprawił o dwa metry rok później. Był najlepszy także w MP w kombinacji i w sztafecie. W grudniu zajął drugie miejsce w konkursie skoków otwierającym sezon zimowy w Zakopanem, zwyciężył także na otwarcie skoczni w Kowańcu. W Plebiscycie Przeglądu Sportowego zajął drugą pozycję (53 416 głosów), przegrywając jedynie z mistrzynią olimpijską, Haliną Konopacką.

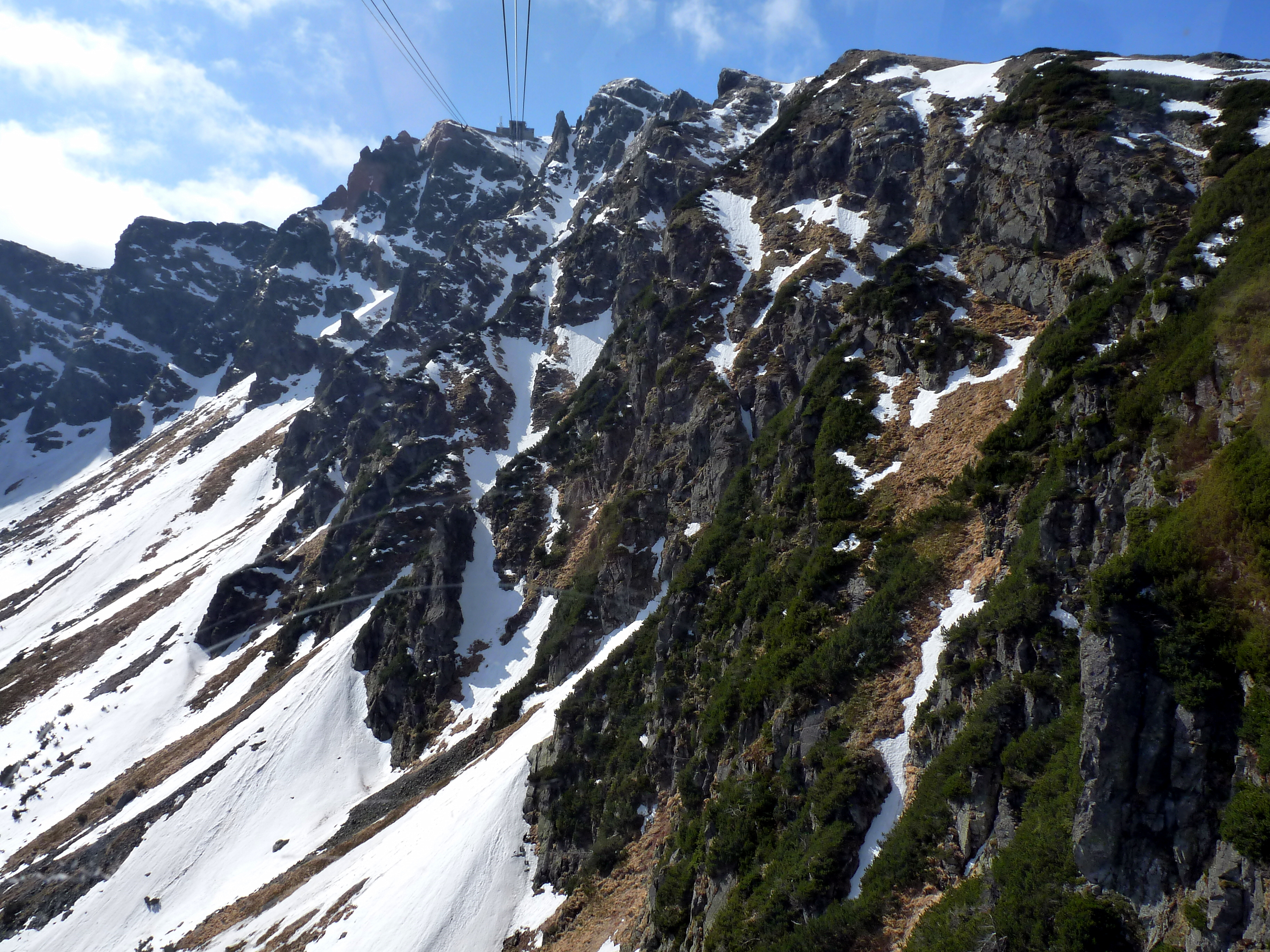
Kasprowy Wierch, miejsce zwycięskiego biegu Czecha podczas zawodów FIS w 1929

W styczniu 1929 zdobył na skoczni na polanie Przysłop pod Baranią Górą tytuł mistrza Śląska, a w zawodach o tytuł najlepszego skoczka Zakopanego był czwarty. Podczas narciarskich mistrzostw świata FIS rozegranych w Zakopanem wygrał w biegu zjazdowym z Kasprowego Wierchu. Rozegrano go w dniu 2 lutego w dwu etapach. Pierwszy ciągnął się ze szczytu „Kasprowej Góry” na Halę Gąsienicową, drugi z Kopy Magury na Halę Olczyską. Do startu zgłosiło się 31 zawodników. Pierwszy etap wygrał Czech z przewagą 18 sekund nad rywalem, Brackenem. W przerwie spotkał się z obserwującym zmagania ze specjalnej trybuny prezydentem Rzeczypospolitej Ignacym Mościckim. Po krótkiej rozmowie prezydent pożegnał go, życząc mu zwycięstwa w drugim etapie. Bracken odrobił w nim 15 sekund, ale to Polak był zwycięzcą. Wziął potem udział w zawodach kombinacji. W konkursie skoków osiągnął dwukrotnie odległość około 60 m. W końcowej klasyfikacji kombinacji uplasował się na czwartym miejscu, tracąc do medalowej pozycji 0,64 pkt. W konkursie skoków znalazł się na dziesiątej pozycji, po skokach na 50 m i 53,5 m; tym samym zdobył złoty medal mistrzostw Polski. Zdobył też kolejne tytuły mistrza kraju: w dwuboju, zjeździe, biegu na 18 km i w sztafecie. Stanął na najniższym stopniu w lutowym międzynarodowym konkursie skoków w Krynicy, przegrywając z Sigmundem Ruudem i Recknaglem. Startował także w narciarskich mistrzostwach Czechosłowacji w Szczyrbskim Jeziorze (czwarte miejsce w biegu na 18 km i szóste w skokach). Następnie brał udział w mistrzostwach HDW w Westerowie, gdzie zajął pierwsze miejsce w skokach i biegu zjazdowym. Potem startował w mistrzostwach Finlandii w Lahti (zawody rozgrywano w dniach 8–9 marca) i uplasował się na dziewiątej lokacie w biegu na 15 km, i siódmej w kombinacji norweskiej. W konkursie skoków był piąty (osiągnął 38 m oraz 35,5 m). Był też drugi w konkursie skoków w Helsingforsie, otrzymując najwyższą notę za styl. Na jego ręce złożył gratulacje poseł polski Franciszek Charwat. 26 grudnia ponownie wygrał na otwarcie sezonu skokowego w Zakopanem. W Plebiscycie Przeglądu Sportowego obronił drugie miejsce, otrzymując 123 784 głosy.
Rok 1930 Czech rozpoczął od udziału w mistrzostwach Podhala, w których to zajął dziewiąte miejsce. W mistrzostwach Polski w skokach był tym razem czternasty. Podczas zawodów FIS w Oslo startował we wszystkich konkurencjach: kombinacji norweskiej (28. miejsce), biegu na 17 km (63.), skokach (34.) i biegu na 50 km (53.). 9 marca zajął drugie miejsce w międzynarodowym konkursie na Wielkiej Krokwi. Wygrał mistrzostwa Polski w sztafecie, a w Plebiscycie na Sportowca Roku został sklasyfikowany na ósmym miejscu (7 464 głosy). Został również odznaczony Srebrnym Krzyżem Zasługi „za zasługi położone w charakterze zawodnika narciarza przez zajmowanie czołowych miejsc w zawodach międzynarodowych i propagandę przez to Polski zagranicą”.

### Lata 1931–1935
11 stycznia 1931 wygrał konkurs skoków w Zakopanem. Kilka tygodni później Czech i Stanisław Marusarz wzięli udział w konkursie skoków narciarskich zorganizowanym we włoskiej miejscowości Ponte di Legno, gdzie Czech zajął drugie, a Marusarz czwarte miejsce. Już po zakończeniu konkursu organizatorzy zaproponowali uczestnikom bicie rekordu ich skoczni i zarazem rekordu świata. Zgłosiło się tylko dwóch zawodników: Czech i Marusarz. Ten pierwszy uzyskał 79,5 metra, a za swój skok z upadkiem na zeskoku – wskutek którego stracił przytomność i doznał pęknięcia torebki stawu skokowego – otrzymał puchar z napisem Recordo mondiale – rekord świata.

Uważałem, że skoczyłem z upadkiem, jednak sędziowie uznali ten skok za ustany ze względu na to, że upadłem dopiero po przejechaniu pewnej ilości metrów. No i zostałem mistrzem (czyt. rekordzistą) świata – ale na bardzo krótko, bo wnet mię pobili Norwedzy.

Lokalni działacze bardzo chcieli nadać wyczynowi Czecha miano rekordu świata, jednak z powodu upadku skok ten nie jest dziś powszechnie uznawany za rekord. Podczas wieczornego rozdania nagród Włosi mieli zamiar wręczyć polskiemu narciarzowi za pobicie rekordu czek na 15 000 lirów, ale ten honorowo odmówił jego przyjęcia. Wynik Czecha był odległościowo najlepszym w historii do 24 lutego tamtego roku, kiedy 81,5 m skoczył Sigmund Ruud. Czech zdobył w lutym złoty medal MP w skokach w Łabajowie. Wicemistrza Marusarza pokonał o dwa punkty. W klasyfikacji międzynarodowej zajął trzecie miejsce. Dzień wcześniej w konkursie na tym samym obiekcie był również trzeci. Triumfował także w krajowym czempionacie w sztafecie. W marcu zajął drugie miejsce w Memoriale śp. por. Zbigniewa Wóycickiego w skokach, ustępując tylko Marusarzowi. W Plebiscycie Przeglądu Sportowego 1931 był dziewiąty z 3191 głosami.

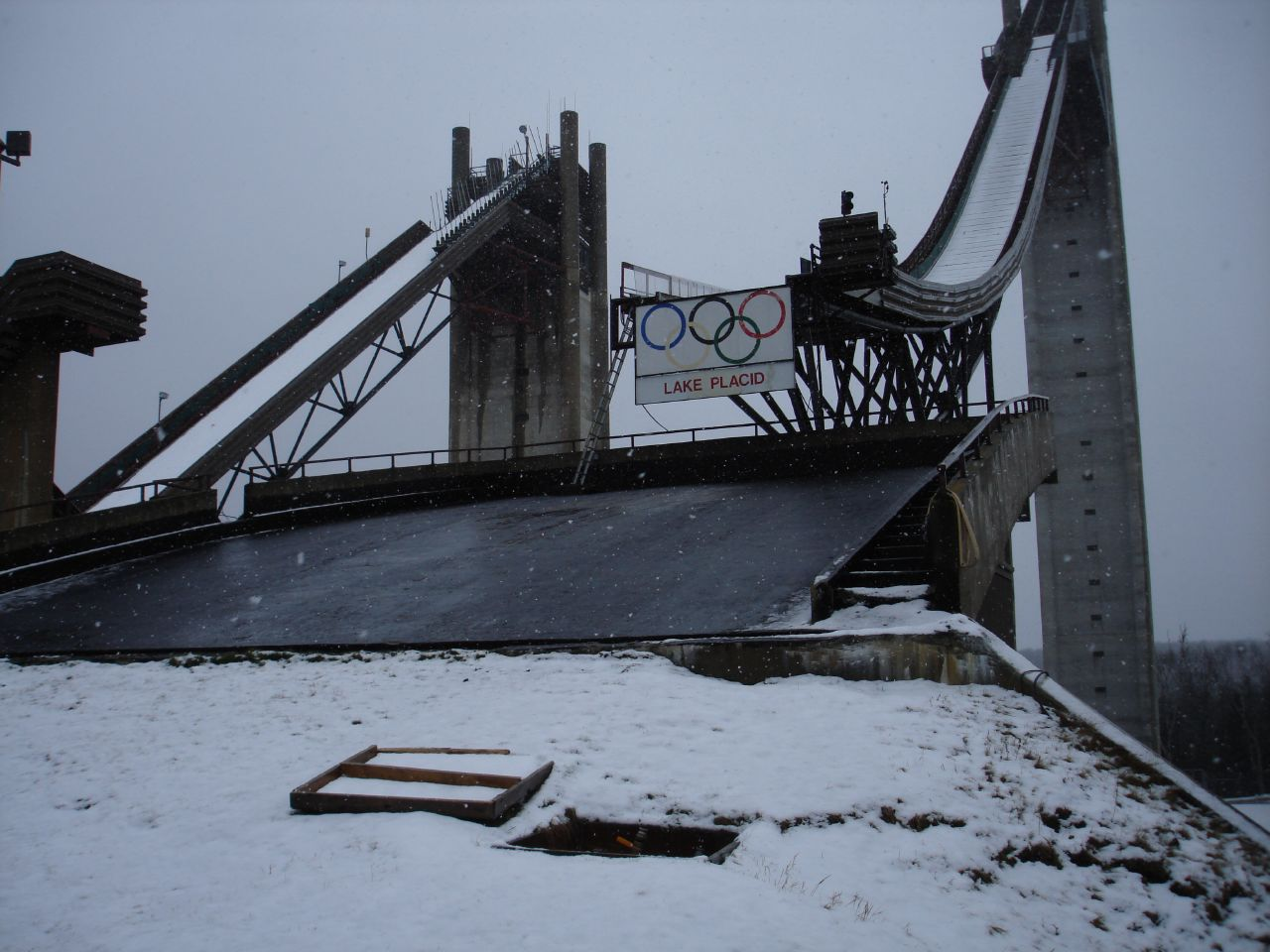
Skocznie w Lake Placid w 2006

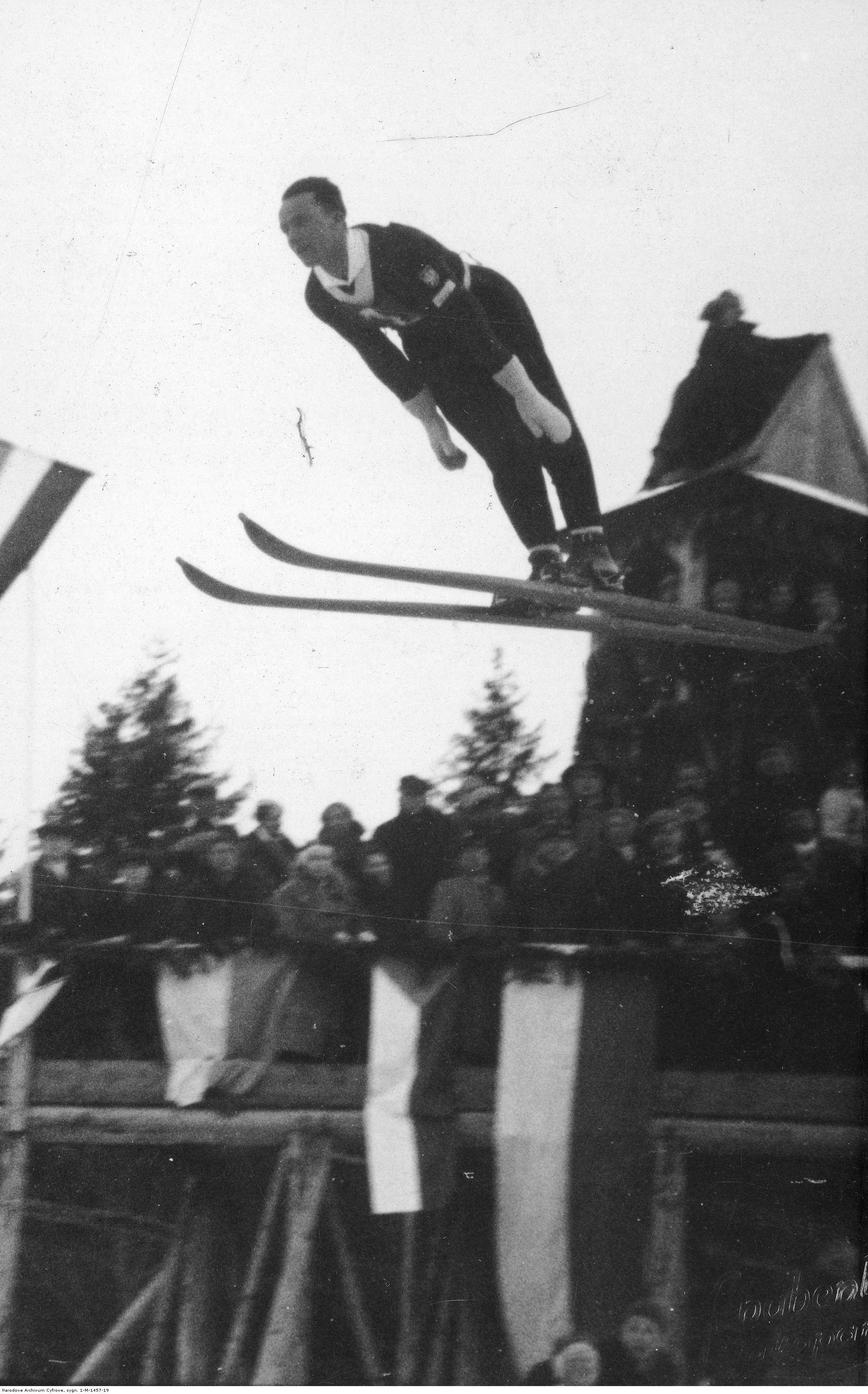
Skok z Wielkiej Krokwi w 1934

Na początku 1932 Czech skakał w zawodach narciarskich na Krokwi i zajął szóste i drugie miejsce. Polscy narciarze przygotowujący się do wzięcia udziału w zimowych igrzyskach olimpijskich w Lake Placid startowali w Zakopanem na mistrzostwach Podhalańskiego Okręgu Narciarskiego, kilkakrotnie wyjeżdżali też na międzynarodowe zawody do Czechosłowacji. W biegu zjazdowym Czech przegrał wtedy ze Stanisławem Marusarzem. Wyjazd do Stanów Zjednoczonych odbywał się w nerwowej atmosferze, ponieważ Polski Związek Narciarski nie dysponował wystarczającymi funduszami i skład polskiej ekipy olimpijskiej był ustalany niemal w ostatnim momencie. W rezultacie wyjechało tylko pięciu narciarzy: Czech, Stanisław i Andrzej Marusarzowie, Zdzisław Motyka i Stanisław Skupień. W Warszawie dołączyli do nich hokeiści, których koszty wyjazdu pokryła Polonia amerykańska. W Lake Placid Czech w konkurencji biegowej był osiemnasty z czasem 1:36.37,0. W biegu do kombinacji, startując z 27. numerem zajął siódme miejsce. Łączną klasyfikację tej konkurencji ogłoszono po konkursie skoków, który odbył się w warunkach dużej odwilży. Czech był w skokach dwunasty (skoki na 56 m i 60 m z notą 200,7 pkt.), a w klasyfikacji dwuboju siódmy z notą 392,0 pkt. Po igrzyskach wziął jeszcze udział w ogólnoamerykańskich zawodach narciarskich w Pittsfield i zwyciężył w zawodach skoków. Po powrocie do Polski został mistrzem kraju w sztafecie 5 × 10 km. Zagrał także w filmie Adama Krzeptowskiego Biały ślad. PZN obdarzył go tytułem „honorowego nauczyciela narciarstwa w stopniu trenera”, a w Plebiscycie na Sportowca Roku 1932 po otrzymaniu 20 009 głosów znalazł się na piątym miejscu.
W 1933 sezon zimowy otworzyły zawody o puchar przechodni kapitana sportowego PZN Stanisława Fächera, podczas których rozegrano bieg sztafetowy z udziałem sztafet SN PTT, SN Sokoła, Strzelca i SN Wisły. W biegu tym Czech uzyskał najlepszy czas indywidualny, a zwyciężyła sztafeta jego klubu. W styczniu był drugi w konkursie skoków w Zakopanem, zajął też najniższe miejsce na podium zawodów o skokowe mistrzostwo okręgu podhalańskiego w Rabce. Znalazł się w reprezentacji Polski na mistrzostwa świata FIS w Innsbrucku. 7 lutego odbył się bieg rozstawny 4 × 10 km, rozegrany w niemal bezśnieżnych warunkach. Polska sztafeta zajęła siódme miejsce. W biegu do kombinacji Czech był 31. (po skokach przesunął się na piętnaste miejsce), a w konkursie skoków znalazł się na 27. lokacie. W otwartych zawodach skoków upadł w pierwszej serii. Po powrocie do kraju został mistrzem Polski w biegu i – po raz ostatni w karierze – w sztafecie.
Czech zwyciężył w Mistrzostwach Polski w Skokach Narciarskich 1934 z przewagą ponad 20 pkt. nad Józefem Bursą. Był także najlepszy w kombinacji. Wcześniej wygrał również podhalańskie zawody w skokach w Zakopanem. Na kolejnych zawodach FIS w Sollefteå Czech i Marusarz toczyli wyrównany pojedynek z ponad 200 zawodnikami z państw nordyckich. W kombinacji klasycznej Czech był ostatecznie trzynasty. W skokach wypadł gorzej – był 37. po skokach na 39,5 m i 49 m. W biegu sztafetowym Polacy zajęli piąte miejsce. Po zakończeniu tej imprezy Czech został mistrzem Czechosłowacji w biegu na 18 km i w kombinacji klasycznej. Został współautorem książki Narciarska zaprawa biegowa i skokowa. Wskazówki dla trenerów, komendantów patroli, instruktorów i uczniów, rekomendowanej przez ówczesnego prezesa PZN, Aleksandra Bobkowskiego.
W 1935 wziął udział w MŚ w Wysokich Tatrach, gdzie był dziewiąty w kombinacji. W skokach zajął jedenaste miejsce po próbach o długości 51 m i 55,5 m. Uplasował się też na siódmej pozycji w sztafecie i na siedemdziesiątej w biegu na 18 km. 17 marca wystąpił na skoczni mamuciej w Planicy, gdzie zajął po skokach na 74 m, 69 m i 64,5 m piąte miejsce, za co wręczono mu Puchar Lublany.

### Lata 1936–1939

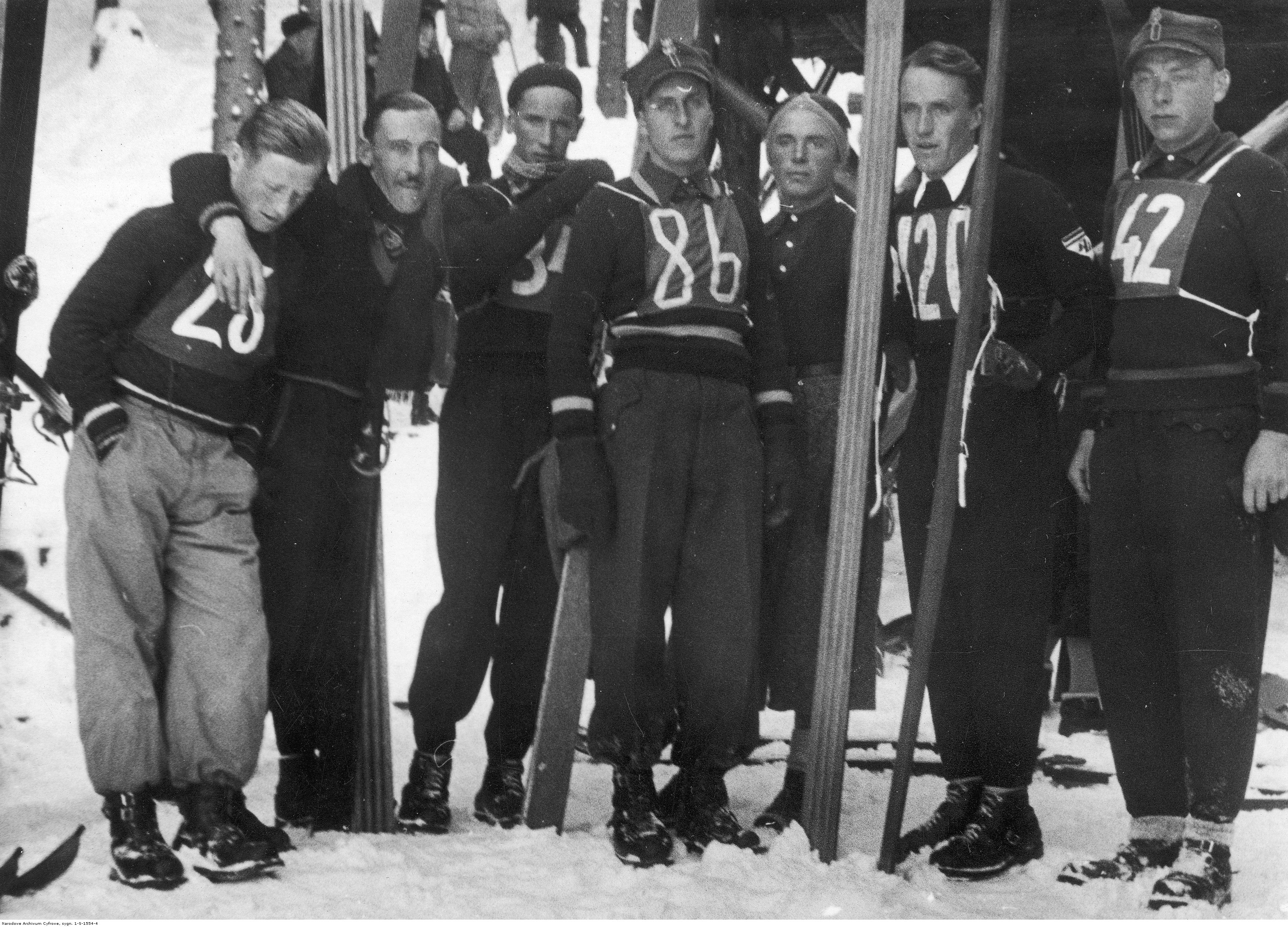
Konkurs skoków w Koniakowie, Bronisław Czech z nr 20.

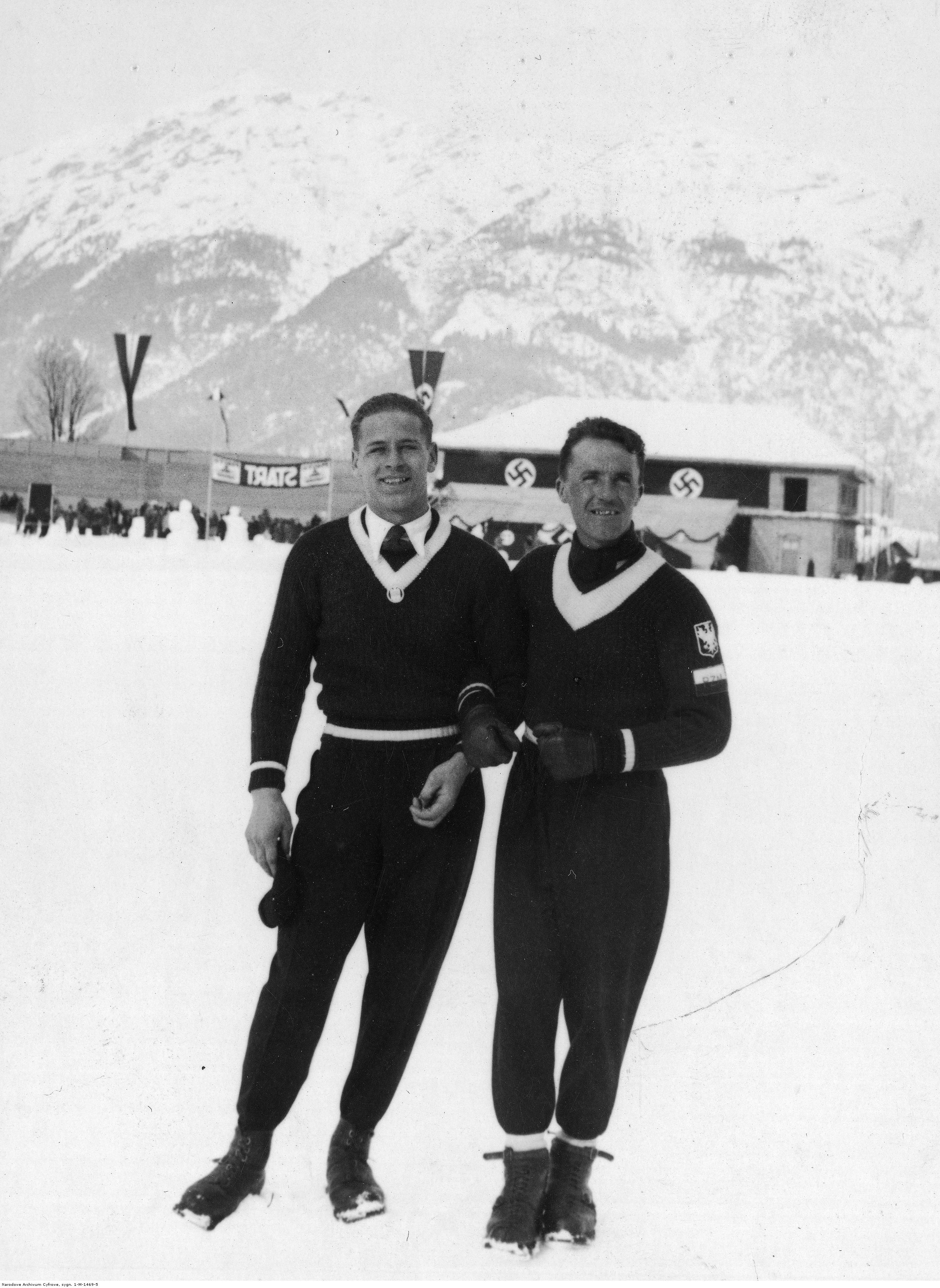
Ze Stanisławem Marusarzem w Garmisch-Partenkirchen w 1935

W 1936 był trenerem polskich narciarzy przygotowujących się do udziału w igrzyskach w Garmisch-Partenkirchen. Dużą wagę przywiązywał do porządku podczas treningów. Był również sztandarowym polskiej ekipy – na ceremonii otwarcia niósł biało-czerwoną flagę. Dwa tygodnie przed olimpiadą zajął 23. miejsce w konkursie skoków na obiekcie olimpijskim. W biegu zjazdowym był najlepszy z Polaków i zajął 19. miejsce, po slalomie zsunął się w rankingu kombinacji alpejskiej na pozycję 20. Biegł też w sztafecie, która ukończyła rywalizację na siódmym miejscu w składzie: Czech, Orlewicz, Karpiel i Górski. W biegu na 18 km był 33., w skokach do kombinacji norweskiej ósmy, a w jej końcowej klasyfikacji – szesnasty z notą 375,0 pkt. W skokach sklasyfikowano go również na 33. pozycji (62,5 m i 63,5 m z notą 193,0 pkt.). W tym samym roku wziął też udział w MŚ w narciarstwie alpejskim i zajął tam 15. lokatę w kombinacji, 13. miejsce w zjeździe oraz 16. w slalomie. Został mistrzem Polski w slalomie i w kombinacji alpejskiej i wicemistrzem w skokach, był też czwarty w skokach na Krokwi.
Na zawodach FIS w Chamonix w 1937 był osiemnasty w kombinacji alpejskiej i siódmy w kombinacji norweskiej. W skokach zajął 27. miejsce po skokach na 51,5 m i 50 m. Wcześniej wygrał mistrzostwa okręgu w Rabce. Zdobył tytuły mistrza Polski w kombinacji klasycznej, zjeździe, slalomie i kombinacji alpejskiej oraz wicemistrza w skokach. Był też drugi w zawodach jubileuszowych w Wiśle. 18 września został mianowany członkiem Komisji Wyszkoleniowej PZN, powierzono mu też opiekę nad kadrą narodową klasyków podczas przygotowań do mistrzostw świata FIS w Zakopanem w 1939 i igrzysk w 1940.
W 1938 roku wystartował w MŚ w narciarstwie alpejskim w Engelbergu, gdzie w kombinacji alpejskiej był 18., w zjeździe 20., a w slalomie 22.
Ostatnim startem Czecha były mistrzostwa świata FIS w Zakopanem w 1939, które były rozgrywane od 12 do 15 lutego. Na trasie FIS II z Kasprowego Wierchu był najlepszy z Polaków i zajął 20. miejsce, w slalomie na Kalatówkach był 17. Pod koniec lat trzydziestych założył własną szkołę narciarską na Kasprowym Wierchu i w latach 1937–1939 zajmował się trenowaniem młodych zawodników. Razem ze Stefanem Radkiewiczem prowadził sklep sportowy w Zakopanem przy Krupówkach.

### Taternictwo i narciarstwo wysokogórskie
Od 1925 Bronisław Czech zajmował się taternictwem, do którego namówił go Kazimierz Schiele. Istotnym punktem jego kariery wspinacza był rok 1927, w którym razem z Schielem i Mieczysławem Świerzem pokonał północną ścianę Koziego Wierchu. Najczęstszymi partnerami wspinaczkowymi Czecha byli Jan Gnojek, Jerzy Ustupski i Józef Wójcik, do innych towarzyszy należeli Antoni Kenar, Stanisław Motyka, Tadeusz Pawłowski, Jan Sawicki, Lida Skotnicówna oraz brat Władysław i siostry Stanisława i Janina.

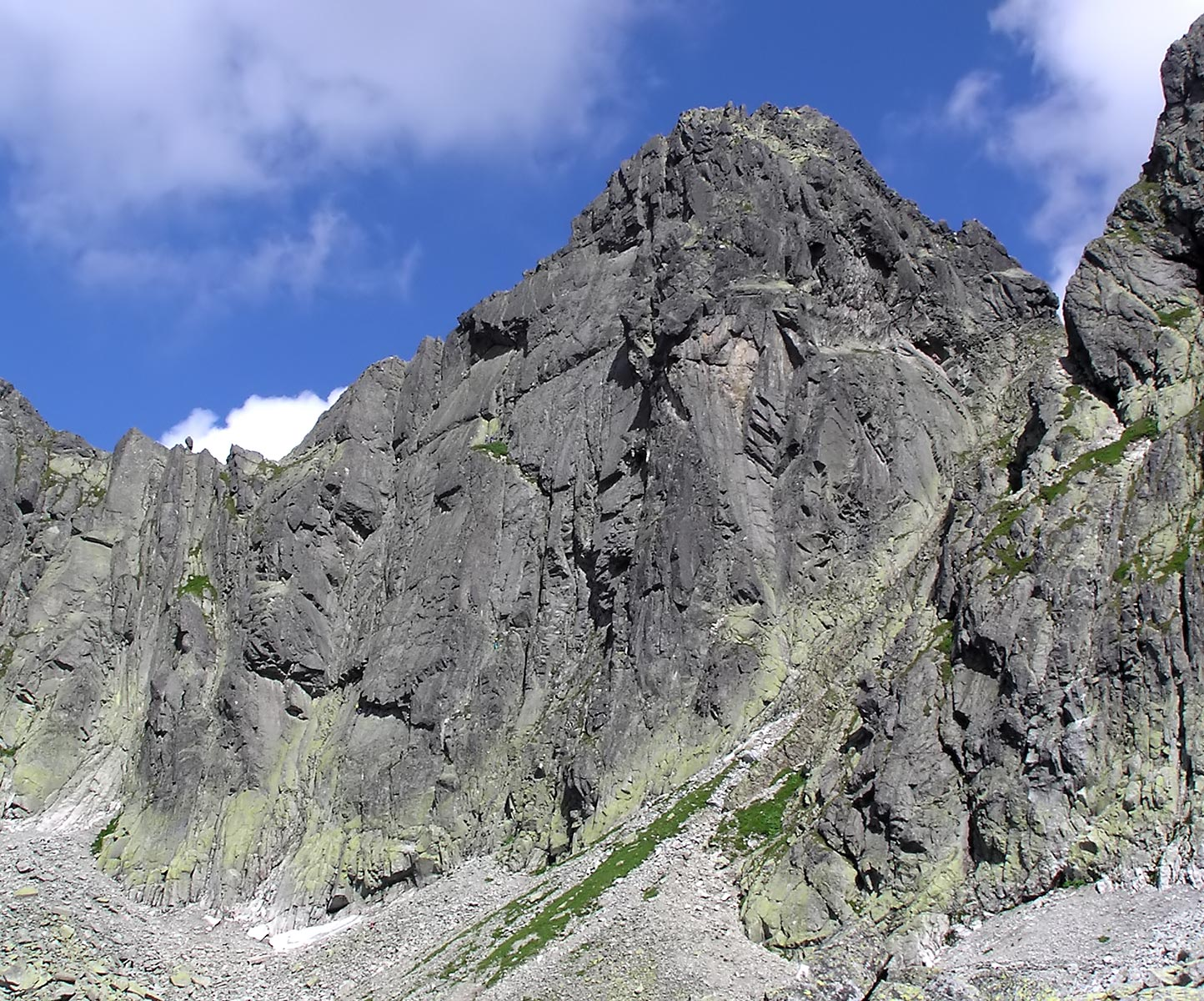
Południowa ściana Zamarłej Turni, po której Czech wielokrotnie się wspinał

W 1929 z inicjatywy Czecha udało się pokonać mu w zespole z przypadkowo napotkanym Wiesławem Stanisławskim oraz Lidą Skotnicówną północną ścianę Żabiego Konia – przejście to zapoczątkowało w taternictwie nowy trend polegający na atakowaniu nawet najbardziej niedostępnych dróg. Dawniej niesłusznie osiągnięcie to przypisywano przede wszystkim Stanisławskiemu, który odegrał wówczas mniejszą rolę – taternicy prowadzili na zmianę, jednak koncepcja należała do Czecha. Pozostałe nowe drogi wytyczone zostały na podstawie koncepcji samego Czecha, choć bardzo często towarzyszyli mu w ich przechodzeniu najlepsi polscy wspinacze. W latach 1928–1929 Czech był czołową postacią taternictwa, jednak w literaturze wspinaczkowej niesłusznie umniejszano jego zasługi na rzecz Stanisławskiego (który był za to odpowiedzialny w głównej mierze za rozwój wspinaczki w kolejnych latach) i Wincentego Birkenmajera. Po 1932 Czech mniej poświęcał się już taternictwu (aktywny pozostał przede wszystkim w zimie), skupił się na narciarstwie i nauce w Warszawie – wpływ na to miał z pewnością także śmiertelny wypadek sióstr Lidy i Marzeny Skotnicówien na Zamarłej Turni 6 października 1929, którego Czech był świadkiem.
Jako jeden z nielicznych sportowców Czech uprawiał także narciarstwo wysokogórskie w Tatrach Wysokich i Zachodnich, dokonując przy okazji treningów zjazdów, m.in. z Zawratowej Turni ścianą północno-zachodnią w stronę Hali Gąsienicowej żlebem z Niebieskiej Przełęczy. Stał się w prekursorem popularnego dzisiaj w Alpach i Tatrach narciarstwa ekstremalnego – ski-extreme. Zrobił także zjazd z Koziego Wierchu do Doliny Pięciu Stawów Polskich, zjazd z Żółtej Turni na Dubrawiska i zjazd Żlebem pod Palcem do Doliny Suchej Kasprowej z Romanem Serafinem w 1936. Zjechał też na nartach z Niebieskiej Przełęczy i dokonał wielu zjazdów terenowych w Tatrach Polskich i Słowackich. Trasy w górach, pokonywał przy użyciu kijków, naśladując bieg narciarski, czasami biegiem. Trenował przez cały rok. Jednym z jego ulubionych treningów w okresie studiów w Warszawie były marszobiegi w Lasku Bielańskim, połączone ze skokami z wysokich skarp nad brzegiem Wisły, które według niego wpływały na wzmacnianie mięśni nóg.
Czech był aktywnym ratownikiem górskim. Brał udział zarówno w wyprawach TOPR, jak i w spontanicznie organizowanych akcjach ratunkowych dla uwięzionych w skałach taterników.

### Szybownictwo
Inną pasją Czecha było szybownictwo, z którym po raz pierwszy zetknął się za namową swego przyjaciela, Kazimierza Schielego. W dniach 19 września–30 października 1932 był uczestnikiem kursu szybowcowego, zorganizowanego przez Sekcję Kolejową Aeroklubu Krakowskiego w Winnej Górze koło Biegonic pod Nowym Sączem. Po tym obozie uzyskał kategorie „A” i „B” pilota szybowcowego. W 1933 został członkiem nowo powstałego Aeroklubu Zakopiańskiego z legitymacją nr 51. W dniach od 1 do 20 sierpnia 1936 uczestniczył w kursie szybowcowym Centralnego Instytutu Wychowania Fizycznego w Ustjanowej, gdzie uzyskał kategorię „C” oraz odznakę pilota szybowcowego.
W czerwcu 1937 uczestniczył w kursie unifikacyjnym w Ustjanowej (31 lotów, ok. 11 godz. w powietrzu), a bezpośrednio potem – również w Ustjanowej – w kursie Przysposobienia Wojskowego (94 loty, ok. 7,5 godz. w powietrzu). W oparciu o te szkolenia decyzją Departamentu Lotnictwa Cywilnego przy Ministerstwie Komunikacji z dnia 5 lipca 1937 uzyskał stopień instruktora szybowcowego w zakresie II stopnia (starty z liny gumowej). W październiku tego samego roku Aeroklub Krakowski przydzielił dla harcerskiego Koła Szybowcowego trzy szybowce. Pierwszych próbnych lotów na stokach Gubałówki dokonał m.in. Czech. Przed wybuchem wojny wziął on jeszcze udział w kursach szybowcowych w Ustjanowej (24 czerwca – 24 lipca 1939, ok. 10 godz. w powietrzu) i Polichnie (19 lipca – 3 sierpnia; 11 godzin w powietrzu).

### Działalność podczas II wojny światowej i śmierć

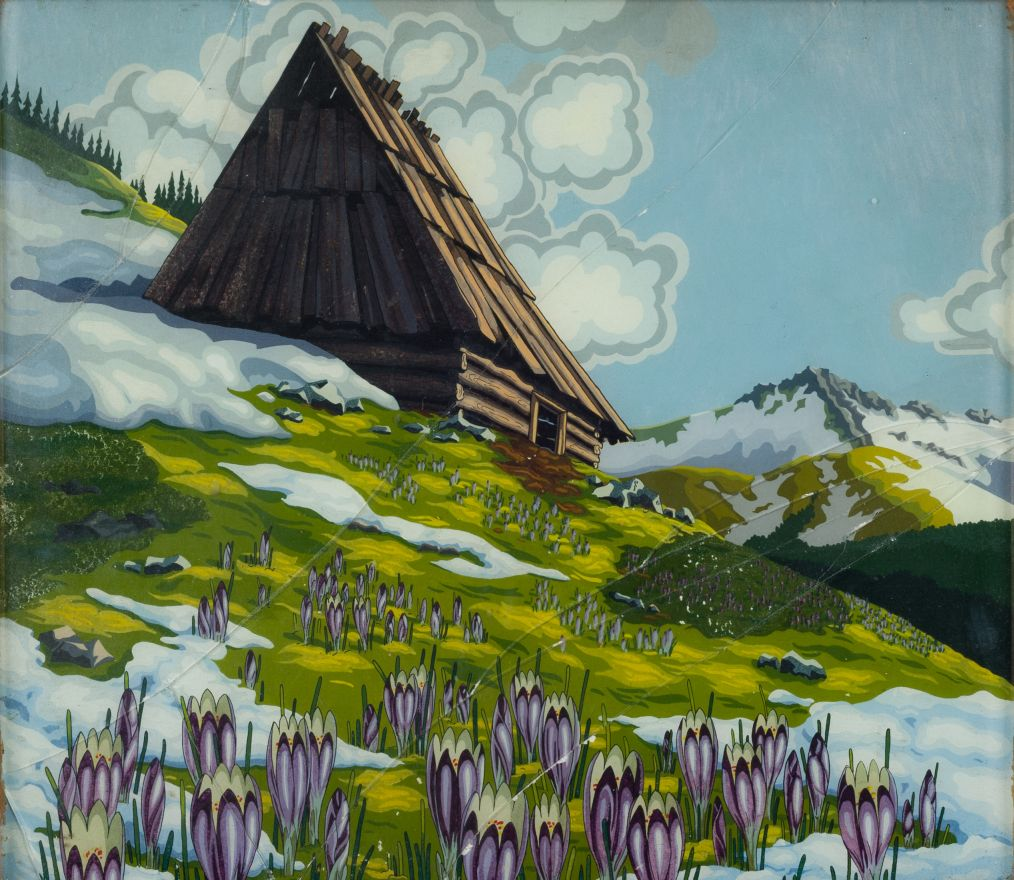
Krokusy autorstwa Bronisława Czecha, obraz na szkle namalowany w KL Auschwitz, 1943

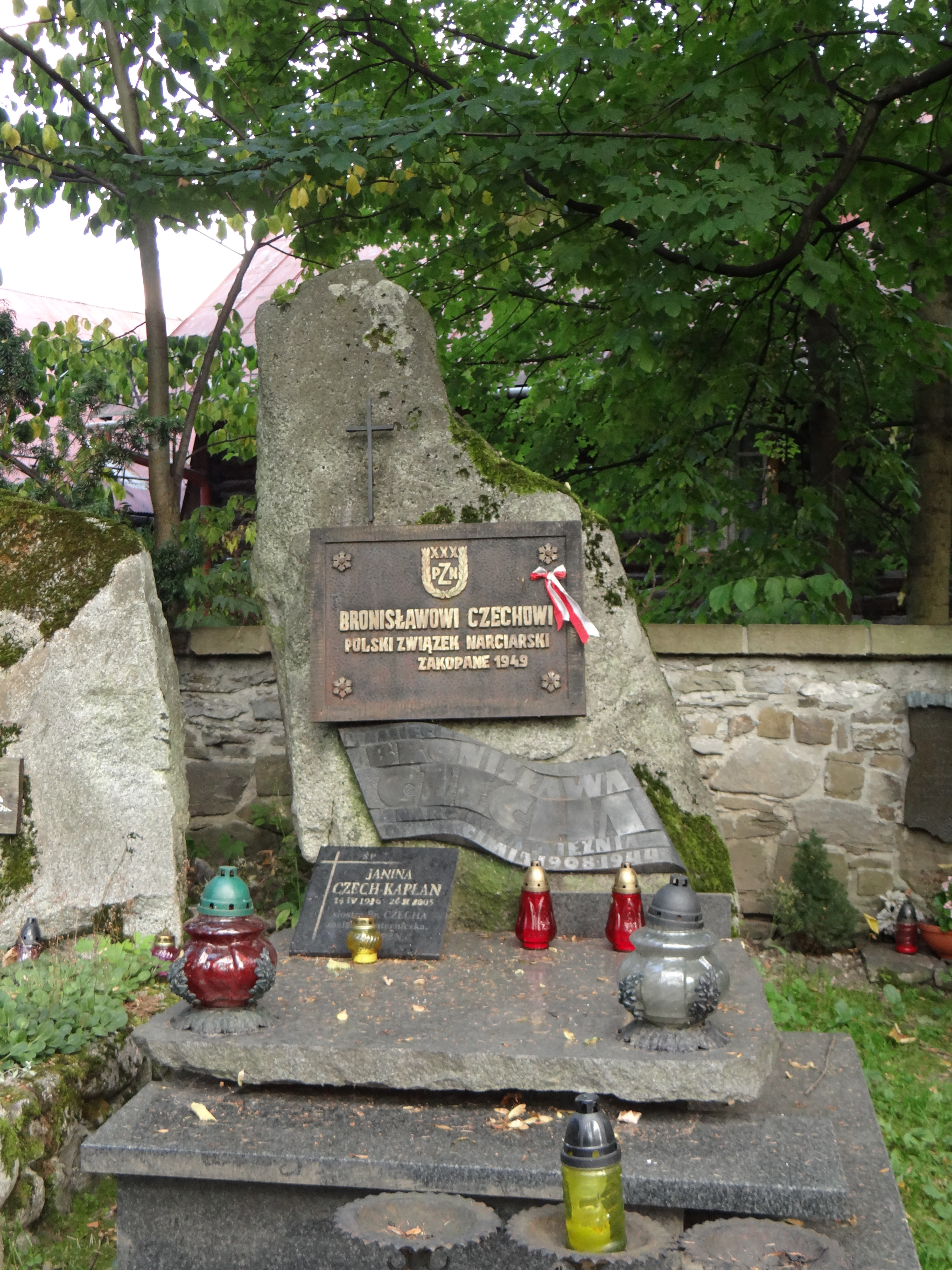
Symboliczny grób Bronisława Czecha

Po wybuchu II wojny światowej włączył się w działalność konspiracyjną, był kurierem na Węgry. 14 maja 1940, kiedy był w swoim domu i malował, przyszło po niego gestapo. Został aresztowany i 14 czerwca znalazł się w pierwszym transporcie więźniów do obozu koncentracyjnego w Auschwitz. W obozie otrzymał numer obozowy 349 i przydział do bloku IV. Uczestniczył w tamtejszym ruchu oporu organizowanym przez rotmistrza Witolda Pileckiego. Nie przyjął propozycji trenowania młodych niemieckich narciarzy. Do wiosny 1941 pracował w stolarni wraz ze swoim przyjacielem, Izydorem Łuszczkiem, następnie w wytwórni drewnianych łyżek. W 1942 został skierowany do pracy w obozowym muzeum. W muzeum malował akwarele i rzeźbił. Wiosną 1944 pogorszył się stan jego zdrowia. Trafił do szpitala oświęcimskiego, gdzie zmarł z wycieńczenia 5 czerwca 1944. Informacja o śmierci Czecha została przekazana jego siostrze, Stanisławie Czech-Walczakowej, przez rzeźbiarza Xawerego Dunikowskiego.

Z przykrością donoszę, że brat Pani, p. Bronisław Czech, nie żyje. Znałem go bardzo dobrze. Wielce mi go żal, bo to był młody, bardzo miły człowiek. Razem przebywaliśmy w szpitalu. Umarł nagle przy mnie na udar serca bez boleści. Stało się to 5 czerwca o godzinie 12.00 w południe. Wzruszający był moment jego zgonu. Siedzieliśmy w oknie, piękny słoneczny dzień, przed naszym barakiem na placu obozowym Cyganie grali różne wesołe utwory muzyczne. Dowiedziawszy się od nas o nagłym zgonie pana Bronisława przerwali granie. Za chwilę zagrali marsz żałobny Chopina...

Symboliczny grób Czecha znajduje się na Cmentarzu Zasłużonych na Pęksowym Brzyzku w Zakopanem (kwatera P-III-10).

## Upamiętnienie

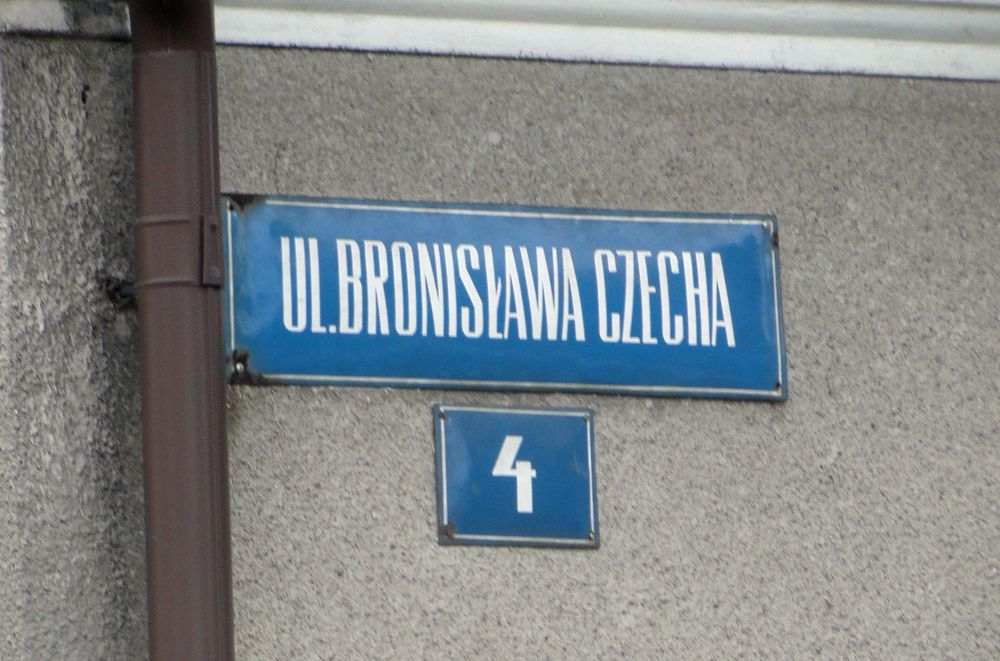
Tabliczka z nazwą ulicy Bronisława Czecha w Mielcu

Od 1946 corocznie rozgrywany jest Memoriał Bronisława Czecha i Heleny Marusarzówny, organizowany ku czci dwójki narciarzy zmarłych w czasie wojny. Projekt organizowania takich zawodów zgłosił na posiedzeniu zarządu SN PTT Zakopane Ignacy Bujak, co spotkało się z powszechną aprobatą. Przez pierwsze sześć lat odbywały się one w marcu, w Zakopanem, w formie czwórmeczu: skoki, biegi, slalom i bieg zjazdowy – było to nawiązanie do narciarskiej wszechstronności patrona. Pierwszymi zwycięzcami memoriału byli Anna Bujak, Stefan Dziedzic, Józef Daniel Krzeptowski i Jan Kula. W 1952 zmieniono formę memoriału, rozdzielając dotychczasowy czwórbój na kombinację norweską (biegi i skoki) oraz kombinację alpejską (slalom i bieg zjazdowy). W 1953 memoriał po raz pierwszy odbył się w obsadzie międzynarodowej, obok Polaków startowali zawodnicy z Czechosłowacji, NRD i Węgier. Popularność imprezy wzrastała z roku na rok, przyciągając setki zawodników i tysiące kibiców. Na przestrzeni lat w zawodach wzięli udział m.in. alpejczycy Martin Strolz i Egon Zimmermann, skoczek wschodnioniemiecki Henry Glaß, Fin Arto Tiainen, Josef Rieder, Walter Schuster, James Couttet. Memoriał znajdował się na liście największych imprez narciarskich w kalendarzu FIS. Kryzys gospodarczy w kraju pod koniec lat 70., stan wojenny oraz brak środków finansowych zepchnęły tę imprezę na dalszy plan. Nadal znajdował się on w kalendarzu FIS, ale organizowano go z dużo mniejszym rozmachem. Choć czynione były próby przywrócenia tej imprezie dawnego znaczenia, to jego miejsce zajęły w Zakopanem zawody Pucharu Świata w skokach. Obecnie przeprowadza się w jego ramach jedynie konkursy w narciarstwie alpejskim.

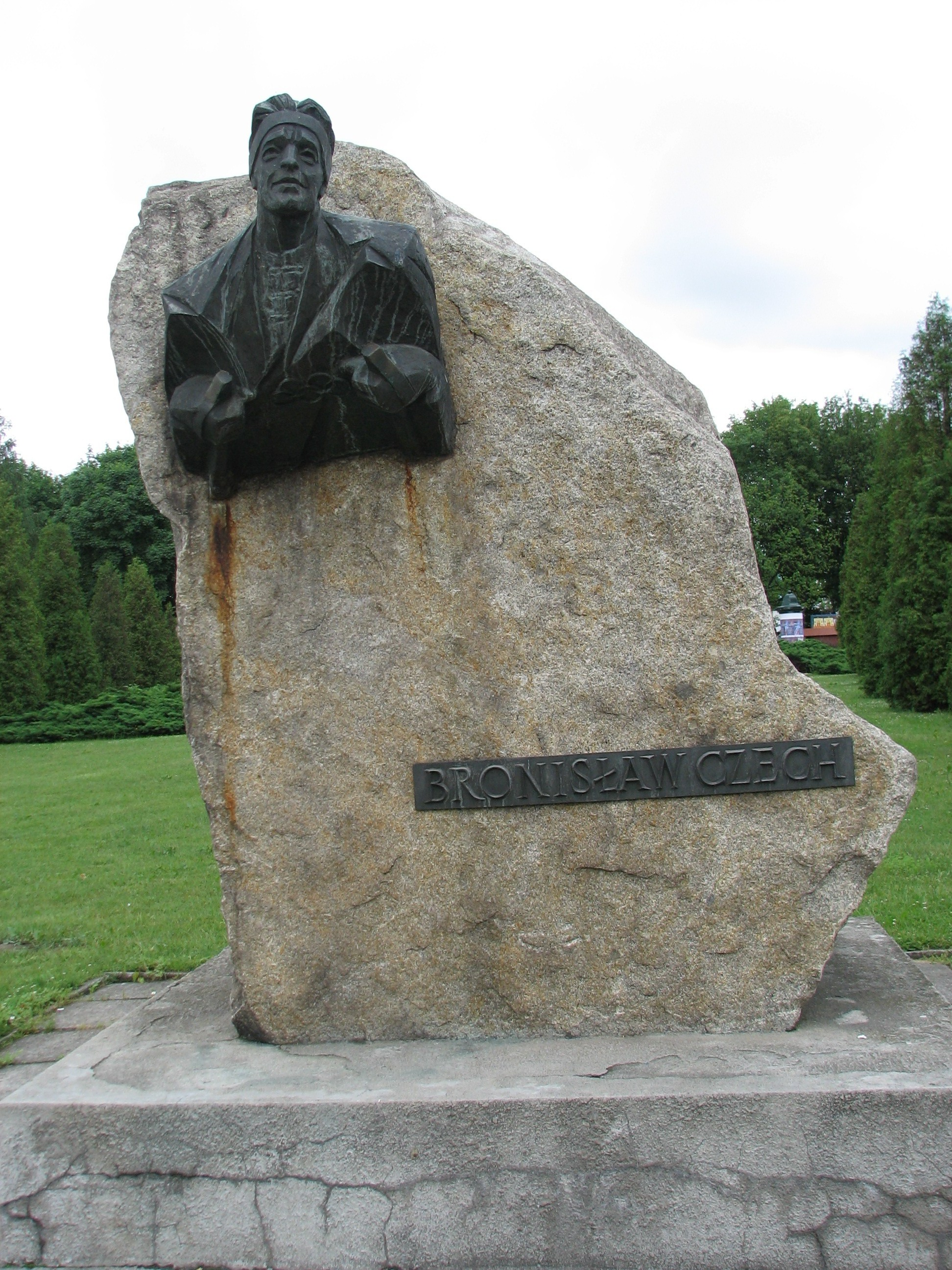
Popiersie Bronisława Czecha na terenie AWF Kraków przy alei Jana Pawła II

Imię Bronisława Czecha od 1978 nosi Akademia Wychowania Fizycznego w Krakowie, zielony szlak turystyczny w Karkonoszach od Starej Polany do Karpacza, a w przeszłości (od 1951) także nieistniejące już schronisko na Starej Polanie w Karkonoszach. Jest on także patronem Szkoły Podstawowej nr 86 w Warszawie przy ul. Korynckiej, SP nr 56 w Łodzi przy ul. Turoszowskiej, SP nr 15 w Jeleniej Górze przy ul. Kamiennogórskiej, SP w Pleśnej k. Tarnowa, SP nr 2 w Zakopanem przy ul. Skibówki, SP w Dusznikach-Zdroju przy ul. Sprzymierzonych, SP w Rokicinach Podhalańskich oraz SP w Nowem Bystrem. Jego imieniem nazwano ulice w Warszawie, w Zakopanem, w Łodzi (osiedle Stoki), Radlinie, Częstochowie, Krakowie, Gdańsku, Słupsku, Radomiu, Katowicach, Jaworznie, Jeleniej Górze, Bielsku-Białej, Świdniku, Puławach, Nowym Sączu, Bydgoszczy i Mielcu. W Szkole Podstawowej nr 2 w Zakopanem odbywa się tzw. Mały Memoriał im. Bronisława Czecha. W 1983 w rodzinnym domu sportowca w Zakopanem otwarto Izbę Pamięci Bronisława Czecha, gdzie zgromadzono pamiątki po nim. Była ona oddziałem Muzeum Tatrzańskiego; zamknięta została w latach 90. Czech jest też patronem 300 Krakowskiej Drużyny Harcerzy „Zawrat”.
W 1957 nakładem Naszej Księgarni wydany został przeznaczony dla młodzieży zbiór Opowiadania o Bronku Czechu, autorstwa dziennikarza Wojciecha Jarzębowskiego. 6 września 1985 w Stoczni Szczecińskiej spłynął na wodę statek m/s „Bronisław Czech”. W 1996 dr hab. Halina Zdebska opublikowała książkę Bohater sportowy. Studium indywidualnego przypadku Bronisława Czecha (1908–1944), będącą jej pracą doktorską napisaną pod opieką prof. Józefa Lipca.
W 1967 Rada Państwa odznaczyła pośmiertnie Czecha Krzyżem Walecznych, a w 1987 nadano mu Krzyż Oświęcimski.
25 lipca 2008 zakopiańską Średnią Krokiew nazwano jego imieniem. Odsłonięto także pamiątkową tablicę oraz zorganizowano Mały Memoriał Bronisława Czecha. W konkursie na igelicie skakało ok. 50 młodych skoczków z Polski, Słowacji, Kazachstanu, Ukrainy i Rosji. Pierwsze miejsce w kategorii juniorów A zajął Dawid Kubacki z TS Wisła Zakopane, a w kategorii juniorów B Andrzej Zapotoczny ze Startu Zakopane.
28 września 2013 otrzymał pośmiertnie tytuł Członka Honorowego PZN. W 2016 w Alei Gwiazd Sportu we Władysławowie odsłonięto gwiazdę Bronisława Czecha. 21 września 2019, podczas gali z okazji 100-lecia PZN, za wybitne zasługi dla niepodległości Rzeczypospolitej Polskiej, osiągnięcia sportowe oraz działalność na rzecz rozwoju sportów zimowych został przez prezydenta RP Andrzeja Dudę pośmiertnie odznaczony Krzyżem Wielkim Orderu Odrodzenia Polski.
W 2020 nakładem wydawnictwa Marginesy ukazała się książka pióra Dariusza Jaronia Skoczkowie. Przerwany lot przedstawiająca losy m.in. Bronisława Czecha.

## Osiągnięcia

### Narciarstwo

#### Igrzyska olimpijskie
| 1928 Sankt Moritz           | – | 10. miejsce (w kombinacji norweskiej), 37. miejsce (w skokach) |
| 1932 Lake Placid            | – | 18. miejsce (w biegu na 18 km), 7. miejsce (w kombinacji norweskiej), 12. miejsce (w skokach)                                                                            |
| 1936 Garmisch-Partenkirchen | – | 20. miejsce (w kombinacji alpejskiej), 7. miejsce (w sztafecie 4x10 km), 33. miejsce (w biegu na 18 km), 16. miejsce (w kombinacji norweskiej), 33. miejsce (w skokach), |

##### Starty B. Czecha w kombinacji naigrzyskach olimpijskich– szczegółowo
| Miejsce | Dzień     | Rok  | Miejscowość            | Dyscyplina/konkurencja                    | Wynik       | Strata     | Zwycięzca            |
| ------- | --------- | ---- | ---------------------- | ----------------------------------------- | ----------- | ---------- | -------------------- |
| 10.     | 18 lutego | 1928 | Sankt Moritz           | kombinacja norweska skoki + bieg na 18 km | 12,645 pkt. | 5,188 pkt. | Johan Grøttumsbråten |
| 7.      | 11 lutego | 1932 | Lake Placid            | kombinacja norweska skoki + bieg na 18 km | 392,0 pkt.  | 54,0 pkt.  | Johan Grøttumsbråten |
| 16.     | 10 lutego | 1936 | Garmisch-Partenkirchen | kombinacja norweska skoki + bieg na 18 km | 375,0 pkt.  | 55,3 pkt.  | Oddbjørn Hagen       |

##### Starty B. Czecha w skokach naigrzyskach olimpijskich– szczegółowo
| Miejsce | Dzień     | Rok  | Miejscowość            | Skocznia            | Skok 1 | Skok 2 | Nota      | Strata     | Zwycięzca    |
| ------- | --------- | ---- | ---------------------- | ------------------- | ------ | ------ | --------- | ---------- | ------------ |
| 37.     | 18 lutego | 1928 | Sankt Moritz           | Olimpijska          | 56,5 m | 62,5 m | 6,333 pkt | 12,875 pkt | Alf Andersen |
| 12.     | 12 lutego | 1932 | Lake Placid            | MacKenzie Intervale | 56,0 m | 60,0 m | 200,7 pkt | 27,4 pkt   | Birger Ruud  |
| 33.     | 16 lutego | 1936 | Garmisch-Partenkirchen | Wielka Olimpijska   | 62,5 m | 63,5 m | 193,0 pkt | 39,0 pkt   | Birger Ruud  |

##### Starty B. Czecha w biegach naigrzyskach olimpijskich– szczegółowo
| Miejsce | Dzień     | Rok  | Miejscowość            | Dyscyplina         | Czas      | Strata  | Zwycięzca           |
| ------- | --------- | ---- | ---------------------- | ------------------ | --------- | ------- | ------------------- |
| 18.     | 10 lutego | 1932 | Lake Placid            | bieg na 18 km      | 1:36:37,0 | 13:30,0 | Sven Utterström     |
| 7.      | 10 lutego | 1936 | Garmisch-Partenkirchen | sztafeta 4 × 10 km | 2:58,50,0 | 16,27   | Finlandia           |
| 33.     | 12 lutego | 1936 | Garmisch-Partenkirchen | bieg na 18 km      | 1:25:55,0 | 11:17,0 | Erik August Larsson |

##### Starty B. Czecha w kombinacji alpejskiej naigrzyskach olimpijskich– szczegółowo
| Miejsce | Dzień    | Rok  | Miejscowość            | Dyscyplina/konkurencja | Wynik      | Strata     | Zwycięzca   |
| ------- | -------- | ---- | ---------------------- | ---------------------- | ---------- | ---------- | ----------- |
| 20.     | 9 lutego | 1936 | Garmisch-Partenkirchen | kombinacja alpejska    | 79,41 pkt. | 19,84 pkt. | Franz Pfnür |

#### Mistrzostwa świata w narciarstwie klasycznym
| 1927 Cortina d’Ampezzo | – | 5. miejsce (w kombinacji), 28. miejsce (w skokach), 12. miejsce (w biegu na 18 km)                                  |
| 1929 Zakopane          | – | 4. miejsce (w kombinacji), 10. miejsce (w skokach)                                                                  |
| 1930 Oslo              | – | 28. miejsce (w kombinacji), 34. miejsce (w skokach), 63. miejsce (w biegu na 17 km), 53. miejsce (w biegu na 50 km) |
| 1933 Innsbruck         | – | 15. miejsce (w kombinacji), 27. miejsce (w skokach), 31. miejsce (w biegu na 18 km), 7. miejsce (w sztafecie)       |
| 1934 Sollefteå         | – | 13. miejsce (w kombinacji), 37. miejsce (w skokach), 70. miejsce (w biegu na 18 km), 5. miejsce (w sztafecie),      |
| 1935 Wysokie Tatry     | – | 9. miejsce (w kombinacji), 11. miejsce (w skokach), 70. miejsce (w biegu na 18 km), 7. miejsce (w sztafecie)        |
| 1937 Chamonix          | – | 7. miejsce (w kombinacji), 27. miejsce (w skokach), 35. miejsce (w biegu na 18 km)                                  |

##### Mistrzostwa świata w skokach – szczegółowo
| Miejsce | Dzień     | Rok  | Miejscowość       | Skocznia       | Punkt K | Skok 1 | Skok 2 | Nota       | Strata    | Zwycięzca          |
| ------- | --------- | ---- | ----------------- | -------------- | ------- | ------ | ------ | ---------- | --------- | ------------------ |
| 28.     | 2 lutego  | 1927 | Cortina d’Ampezzo | Italia         | K-50    | 33,5 m | 39,0 m | 12,062 pkt | 6,138 pkt | Tore Edman         |
| 10.     | 10 lutego | 1929 | Zakopane          | Wielka Krokiew | K-55    | 50,0 m | 53,5 m | 208,7 pkt  | 18,5 pkt  | Sigmund Ruud       |
| 34.     | 28 lutego | 1930 | Oslo              | Holmenkollen   | K-50    | 44,5 m | 44,0 m | 208,4 pkt  | 16,0 pkt  | Gunnar Andersen    |
| 27.     | 12 lutego | 1933 | Innsbruck         | Bergisel       | K-70    | 50,0 m | 55,0 m | 178,7 pkt  | 45,3 pkt  | Marcel Reymond     |
| 37.     | 25 lutego | 1934 | Sollefteå         | Halstaberget   | K-60    | 39,5 m | 49,0 m | 194,2 pkt  | 34,3 pkt  | Kristian Johansson |
| 11.     | 13 lutego | 1935 | Wysokie Tatry     | Jarolimak      | K-55    | 51,0 m | 55,5 m | 213,4 pkt  | 18,3 pkt  | Birger Ruud        |
| 27.     | 12 lutego | 1937 | Chamonix          | Le Mont        | K-60    | 51,5 m | 50,0 m | 186,4 pkt  | 47,4 pkt  | Birger Ruud        |

#### Mistrzostwa świata w narciarstwie alpejskim
| 1936 Innsbruck | – | 13. miejsce (w zjeździe), 16. miejsce (w slalomie), 15. miejsce (w kombinacji alpejskiej) |
| 1937 Chamonix  | – | 20. miejsce (w zjeździe), 22. miejsce (w slalomie), 18. miejsce (w kombinacji alpejskiej) |
| 1938 Engelberg | – | 20. miejsce (w zjeździe), 16. miejsce (w slalomie), 18. miejsce (w kombinacji alpejskiej) |
| 1939 Zakopane  | – | 20. miejsce (w zjeździe), 17. miejsce (w slalomie)                                        |

#### Sukcesy krajowe
- mistrz Polski juniorów w skokach narciarskich: 1925
- mistrz Polski w biegu na 18 km: 1929, 1933
- mistrz Polski w skokach narciarskich: 1928, 1929, 1931, 1934
- wicemistrz Polski w skokach narciarskich: 1936, 1937
- mistrz Polski w kombinacji norweskiej: 1927, 1928, 1929, 1934, 1937
- mistrz Polski w zjeździe: 1929, 1937
- mistrz Polski w slalomie: 1936, 1937
- mistrz Polski w kombinacji alpejskiej: 1936, 1937
- mistrz Polski w sztafecie 5x10 km: 1927, 1928, 1929, 1930, 1931, 1932, 1933
- mistrz Zakopanego: 1928
- mistrz Krynicy: 1928
- mistrz Śląska: 1929

##### Mistrzostwa Polski w skokach – szczegółowo
| Miejsce | Dzień       | Rok  | Miejscowość | Skocznia        | Punkt K | Skok 1 | Skok 2 | Nota       | Strata   | Zwycięzca          |
| ------- | ----------- | ---- | ----------- | --------------- | ------- | ------ | ------ | ---------- | -------- | ------------------ |
| 1.      | 18 marca    | 1928 | Zakopane    | Wielka Krokiew  | K-55    | 58,0 m | 61,0 m | 18,594 pkt | –        | –                  |
| 1.      | 10 lutego   | 1929 | Zakopane    | Wielka Krokiew  | K-55    | 50,0 m | 53,5 m | 208,7 pkt  | –        | –                  |
| 14.     | 16 lutego   | 1930 | Zakopane    | Wielka Krokiew  | K-55    | 59,0 m | ? m    | ? pkt      | ? pkt    | Franciszek Cukier  |
| 1.      | 22 lutego   | 1931 | Wisła       | Łabajów         | K-?     | 44,0 m | 43,0 m | 218,5 pkt  | –        | –                  |
| 1.      | 11 lutego   | 1934 | Zakopane    | Wielka Krokiew  | K-55    | 62,0 m | 66,0 m | 208,4 pkt  | –        | –                  |
| 2.      | 8 marca     | 1936 | Zakopane    | Hala Kondratowa | K-55    | 45,5 m | 49,0 m | 203,3 pkt  | 21,7 pkt | Stanisław Marusarz |
| 2.      | 31 stycznia | 1937 | Wisła       | Łabajów         | K-?     | 47,0 m | 46,0 m | 214,6 pkt  | 15,8 pkt | Stanisław Marusarz |

#### Inne
- mistrz Austrii w kombinacji norweskiej: 1927
- mistrz Czechosłowacji w biegu na 18 km i w kombinacji klasycznej: 1934.

### Taternictwo
- wejście północną ścianą na Kozi Wierch (1927, z Kazimierzem Schielem i Mieczysławem Świerzem)
- przejścia południową ścianą Zamarłej Turni (wielokrotnie od 1928)
- przejście północnym żlebem na Kozią Przełęcz Wyżnią
- przejście zachodnią ścianą Kościelca
- przejście północnym filarem Koziego Wierchu[6]
- pierwsze wejście południową ścianą Niebieskiej Turni (21 maja 1929, z Lidą Skotnicówną)
- pierwsze wejście zachodnią ścianą Żabiego Mnicha (11 lipca 1929, z Jerzym Ustupskim)
- pierwsze wejście górną częścią wschodniej ściany Kościelca (17 lipca 1929, z Lidą Skotnicówną i Ustupskim)
- pierwsze wejście północną ścianą Żabiego Konia (16 czerwca 1929, ze Stanisławskim i Lidą Skotnicówną)
- pierwsze zimowe wejście północną ścianą Kozich Czub (26 kwietnia 1931, z Janem Gnojkiem)
- pierwsze przejście południowo-zachodnią ścianą Kozich Czub (9 czerwca 1929, z Lidą Skotnicówną i czterema towarzyszami)
- pierwsze przejścia żlebami południowo-zachodniej ściany Koziego Wierchu (27 i 29 września 1929, z różnymi partnerami)[5]
- trzecie wejście zachodnią ścianą Łomnicy w rekordowym czasie 4 godzin (lato 1931, z Gnojkiem)
- próba pierwszego przejścia grani głównej Tatr Wysokich od Liliowego, zakończona z powodu załamania pogody na Polskim Grzebieniu (lato 1931, z Gnojkiem, Zofią Stopkówną i Józefem Krzeptowskim)[6]

## Filmografia
- Biały ślad (1932)[59] jako Bronek[31]